# Elmore, Victoria
Elmore är en ort i Australien. Den ligger i kommunen Greater Bendigo och delstaten Victoria, omkring 150 kilometer norr om delstatshuvudstaden Melbourne. Elmore ligger 133 meter över havet och antalet invånare är 694.
Runt Elmore är det mycket glesbefolkat, med 2 invånare per kvadratkilometer.. Närmaste större samhälle är Rochester, omkring 17 kilometer nordost om Elmore.
Trakten runt Elmore består till största delen av jordbruksmark. Genomsnittlig årsnederbörd är 716 millimeter. Den regnigaste månaden är februari, med i genomsnitt 98 mm nederbörd, och den torraste är januari, med 23 mm nederbörd.